# Трёхсотлетие дома Романовых (яйцо Фаберже)
«Трёхсотлетие дома Романовых» — ювелирное пасхальное яйцо, одно из пятидесяти двух императорских пасхальных яиц, изготовленных фирмой Карла Фаберже для русской императорской семьи. Создано в 1913 году для императора Николая II и подарено на Пасху его супруге, императрице Александре Фёдоровне.
В 1927 году передано Валютным фондом Наркомфина в музей Московского Кремля. В настоящий момент яйцо находится в музее Оружейной палаты в Москве (инв № МР-651/1-2).

## Дизайн
Яйцо создано в год празднования 300-летия дома Романовых.
Между миниатюрами на белой эмали расположены золотые изображения двуглавых орлов и императорских корон. Вверху и внизу под плоскими бриллиантами находятся даты «1613» и «1913». Яйцо находится на подставке в виде позолоченного двуглавого орла из серебра, поднявшего вверх крылья. Орёл сидит на круглом пурпурном основании, стилизованном под щит.
«Яйцо, посвященное важнейшей политической теме, насыщено элементами государственной символики. Основанием для него стала миниатюрная копия Государственного щита, хранящегося в Музеях Московского Кремля, а подставка, выполненная из золоченого серебра, имеет вид трехстороннего гербового орла. Главным украшением пасхального подарка служат миниатюрные изображения членов дома Романовых. Идея создания портретной галереи правящей династии получила в это время широкое распространение. Так, к юбилею выпустили марки, на которых впервые были представлены русские государи, от царя Михаила Федоровича до императора Николая II».
На поверхности тремя рядами размещены 18 портретов представителей императорской семьи:
| Михаил Фёдорович | Алексей Михайлович | Фёдор Алексеевич | Иван V             | Софья Алексеевна | Пётр I       |
| Екатерина I      | Петр II            | Анна Иоановна    | Елизавета Петровна | Пётр III         | Екатерина II |
| Павел I          | Александр I        | Николай I        | Александр II       | Александр III    | Николай II   |

Среди портретов нет императора Ивана VI так как его правление было непродолжительным. На яйце портреты расположены не в хронологическом порядке, например портрет Николая II находится между портретами его отца Александра III и Петра I: «Возможно, в глазах К. Фаберже, как и многих тысяч других потомков тех иностранцев, которые приехали служить России по зову царя-реформатора, фигура Петра I обладала несомненной привлекательностью и значительностью».
Миниатюры выполнены акварелью по кости (мастер — Василий Зуев) и обрамлены мелкими бриллиантами, а сверху находятся пластины из горного хрусталя. Зуев был известным петербургским художником-миниатюристом, сотрудничавшим с фирмой Фаберже. Образцами для миниатюр послужили известные изображения императоров, так — Екатерина II изображена по типу Лампи. «Кладовая Кабинета Его императорского величества, ведавшего имущественными делами августейших особ, располагала большим запасом портретных миниатюр, особенно царствовавших императоров и членов их семейств».

### Сюрприз
В яйце находится вращающийся земной шар (глобус), на котором дважды размещены золотые изображения Северного полушария. На них обозначены границы территории России в 1613 и 1913 годах, что «наглядно иллюстрирует мысль о расширении и укреплении Государства Российского под руководством представителей правящей династии». Сам глобус выполнен из воронёной стали, которая придаёт глубокий синий цвет морям и океанам.